# Ур-Нанше
Ур-Нанше (око 2.540. п. н. е.) (енгл. Ur-Nanshe) или Ур-Нина био је краљ сумерског града Лагаша средином III миленија пре н.е.

## Историјски извори
Средином III миленија пре н.е. (2.540-2.370. п. н. е.) на челу сумерског града Лагаша стајали су моћни владари, који су успели да под својом влашћу уједине низ суседних области. Борба Лагаша са суседним градовима имала је за циљ максимално уједињење области око једног центра.
Темељи економске и политичке моћи Лагаша положени су за владе Ур-Нанше, који се може сматрати оснивачем прве историјске династије Лагаша. Спољашњи израз процвата Лагаша била је широка грађевинска делатност коју је започео Ур-Нанше. На једном рељефу који нам се сачувао из тог времена представљен је сам цар, који својим учешћем као да освештава радове на свечаном полагању темеља за храм. Цар сам носи на глави корпу са циглама. У свечаној церемонији за њим иду његова деца, чиновници и слуге. На својим натписима Ур-Нанше описује грађење храма, прављење канала и дарове светилиштима.
Свој врхунац Лагаш је достигао за време његовог унука, цара Еанатума.